# El dilema del ciempiés
«El dilema del ciempiés»  es un poema corto que da nombre a un fenómeno psicológico llamado efecto ciempiés o síndrome del ciempiés. El efecto ciempiés tiene lugar cuando una actividad que normalmente se realiza de forma automática o inconsciente se interrumpe por ser consciente de ella o por la reflexión sobre la misma. Por ejemplo, que un golfista se concentre demasiado en el balanceo del palo o que alguien piense detenidamente en cómo se anuda la corbata puede perjudicar la actuación o la realización de la tarea. Este efecto también se conoce como hiperreflexión  o ley de Humphrey, ya que fue planteado por el psicólogo George Humphrey (1889-1966) en 1923. En sus propias palabras: «Es una rima psicológica. Contiene una verdad profunda que aparece cada día en la vida de todos nosotros».

## El poema
El poema, una rima corta que muestra un solvitur ambulando a la inversa, se atribuye generalmente a Katherine Craster (1841–1874) autora de Pinafore Poems (1871), que podría traducirse como Poemas de delantal.  A partir de 1881 comenzó a aparecer en revistas como The Spectator y The Living Age. Más tarde, el zoólogo británico E. Ray Lankester citó el poema en uno de sus artículos, publicado en la revista científica Nature el 23 de mayo de 1889, sobre el trabajo del fotógrafo Eadweard Muybridge capturando el movimiento de los animales. Lankester escribió: «En lo que a mí respecta, me encantaría aplicar las cámaras de Muybridge, o un juego de baterías similar, a la investigación de un fenómeno aún más enigmático que el del "caballo al galope". Me refiero al problema del "ciempiés andante"». Lankester terminaba el artículo imaginándose «los resultados desastrosos en el camino hacia el desconcierto» que podrían ser causados por dicha investigación. Citaba el poema y mencionaba que ni él ni el amigo que se lo enseñó conocían al autor. Desde entonces se le ha atribuido a varios autores sin pruebas convincentes, y normalmente aparece bajo el título «El dilema del ciempiés».
La versión que aparece en el artículo mencionado es la siguiente: 
Un ciempiés paseaba contento
Hasta que un sapo burlón
Le dijo: «Cuéntame, ¿en qué orden mueves las patas?»
Le llenó de dudas hasta tal punto
Que cayó exhausto en el camino
Sin saber cómo correr.
Otra versión del Dilema del ciempiés:[cita requerida]
Un ciempiés paseaba contento
Hasta que un sapo burlón
Le dijo: «Cuéntame, ¿en qué orden mueves las patas?»
Esto le llenó de dudas hasta tal punto
Que cayó desconcertado en el camino
Pensando en cómo correr.
Versiones más modernas del poema lo convierten en una fábula en la que una araña (u otro protagonista) consigue evitar ser devorada.[cita requerida]
Una de estas versiones es:[cita requerida]
Una araña le preguntó a un ciempiés que corría apresurado por la calle,
-¿Cómo te mueves tan rápido teniendo tantas patas?
-No necesito pensar en moverlas en orden, porque si me concentro en hacerlo,
¡Se me enredarían todo el tiempo!

## En psicología y filosofía
El psicólogo George Humphrey se refirió al cuento en 1923, en su libro  
The Story of Man's Mind , que podría traducirse como La historia de la mente humana ):«Ningún hombre hábil en su profesión necesita una atención constante en el trabajo rutinario. Si la prestara, el trabajo se echaría a perder». Siguió comentando la historia del ciempiés, diciendo: «Es una rima psicológica.  Contiene una verdad profunda que aparece cada día en la vida de todos nosotros. Nos ocurriría si le prestáramos una atención consciente a cualquier hábito bien asimilado, como por ejemplo, caminar». Por tanto, la llamada «ley de Humphrey» sostiene que una vez que la realización de una tarea ha sido automatizada, el pensamiento consciente sobre ella, al mismo tiempo que se ejecuta, tiene un efecto negativo en el resultado. El hábito disminuye y llega a eliminar la atención que las tareas rutinarias requieren, pero puede suceder que esta automaticidad sea interrumpida por la atención hacia lo que normalmente es una competencia inconsciente.
El filósofo Karl Popper citó el efecto ciempiés en su libro El Conocimiento y el Problema de la Mente y el Cuerpo: en Defensa del Interaccionismo: «Cuando hemos aprendido ciertos movimientos hasta el punto de que se encuentran por debajo del nivel del control consciente, si intentamos realizarlos de manera consciente interferimos con ellos tan seriamente que los detenemos».  Como ejemplo menciona al violinista Adolf Busch.Cuando su compañero de profesión Bronisław Huberman le preguntó cómo tocar cierto pasaje del Concierto para violín de Beethoven, le respondió que era bastante sencillo, y al intentar demostrárselo descubrió que ya no era capaz de ejecutarlo.
El psiquiatra psicoanalista Theo L. Dorpat compara preguntas e intervenciones irrelevantes en el proceso de pensamiento de sus pacientes durante sesiones de psicoterapia en su libro Gaslighting  a «la historia del ciempiés que descubrió que era incapaz de andar cuando le preguntaron: "¿Qué le pasa a tu trigésimo cuarto pie izquierdo?"»

## Referencias culturales

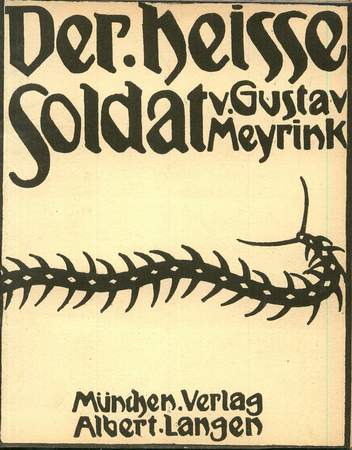
Portada de El ardiente soldado y otras historias, de Gustav Meyrink